# Peter Ketnath
Peter Ketnath (Munique, 6 de junho de 1974) é um ator alemão, conhecido por atuar em diversos filmes e obras de televisão brasileiras e alemãs.

## Biografia
Aos 19 anos, logo após acabar o ensino médio, em 1993, estudou um semestre de Direção e Fotografia na New York Film Academy e foi lá que o teatro chamou sua atenção. Por isso, assim que retornou para Munique, iniciou seus estudos em interpretação, na Zinner Studio, onde se formou.
Quatro anos depois, aos 23 anos, voltou a Nova Iorque para continuar seus estudos em  interpretação, na The Herbert Berghof (HB) Studio e ao fim de 1998 mudou-se para Berlim, onde  também estudou Cinema, Filosofia e Psicologia na Universidade FU, formando-se em 2004.
Fala fluentemente alemão, português, inglês e espanhol.
No segundo semestre na Zinner Studio, a entrada do ator no mundo do audiovisual deu-se através de um anúncio de seleção de casting para um filme do Joseph Vilsmaier. Peter foi escolhido para interpretar o Leo Knie, papel principal do filme de época, que narra a história de um rapaz nos anos 30, na Alemanha, que ao invés de se juntar ao movimento nazista, se preocupa com a descoberta da vida pessoal, e que resiste a ir para a guerra.
Seguiu fazendo trabalhos no teatro e participações em vários filmes e séries como protagonista ou ator convidado, em inúmeras obras nacionais e também em coproduções internacionais, como MINONA, entre Alemanha, França e Rússia, que conta a vida pessoal de Beethoven.
Em 1998, o ator fez parte do elenco principal da primetime série “Klinikum Berlin Mitte - Leben in Bereitschaft“ (Pro7), onde interpretou o médico Dr. Daniel Thies até 2002. A série foi a versão alemã de “Emergency Room“.
Em 2001, ele fez parte da minissérie vencedora do Emmy "Die Manns", que contava a vida e do escritor alemão Thomas Mann, interpretado por Armin Müller-Stahl.
Em 2001, descobriu sua paixão pelo cinema brasileiro e o idioma português através de semanas de cinema brasileiro no cinema Filmkunst 66 e no Festival de Berlim. Passou uma  temporada no Brasil para aprender o idioma, até que em 2003 encontrou a produtora Sara Silveira no Festival de Berlim, que o apresentou um projeto. No mesmo ano foi convidado para interpretar um alemão que viaja ao Nordeste do Brasil, em 1942, com um projetor de cinema, a bordo do seu caminhão.
"Cinema, Aspirinas e Urubus", de Marcelo Gomes, com estreia em Cannes , foi um aclamado filme que ganhou vários prêmios nacionais e internacionais e foi distribuído na Alemanha, pela Arte Televisão. O filme também foi representante do Brasil na disputa pelo Oscar do melhor filme estrangeiro.
De 2004 até 2006, se revezou em produções alemãs e brasileiras: participou do elenco principal da nova primetime série "Die Gerichtsmedizinerin"(RTL), sobre investigações em cenas de crime. Em 2005, interpretou o Mark, um turista alemão que se envolve em um relacionamento infeliz com uma brasileira, e tenta a vida com ela em Berlim: "Deserto Feliz", de Paulo Caldas, com estreia no Festival de Berlim; e ainda no Brasil, participou do elenco da novela "Pé na Jaca".
Em 2008, voltou a trabalhar com Joseph Vilmaier, participando do elenco do filme “Die Geschichte vom Brandner Kaspar“, baseado num livro de Franz von Kobell. O filme foi um sucesso na bilheteria e se tornou um clássico moderno que e repetido frequentemente na TV alemã.
Já o ano de 2009 foi o começo de seu trabalho na série sobre homicídios e crimes “SOKO Stuttgart“ (ZDF), interpretando um detetive ligado em sua liberdade e seu próprio sentido de justiça. A série é muito popular e em 2020 entrou em sua 12ª temporada.
No ano 2014 participou na comédia brasileira “Os homens são de Marte e pra lá que eu vou“, da atriz e autora Mônica Martelli, onde interpretou o personagem Nick, um alemão quem vive na Bahia e com quem a personagem de Mônica tem uma engraçada história de amor. A comédia romântica foi o filme nacional mas visto no Brasil em 2014.
Na animação brasileira "Nimuendajú", com direção de Tania Anaya, interpretou o etnólogo Curt Nimuendaju Unckel, que viveu mais de 40 anos com tribos indígenas no Brasil inteiro, se tornando umas das referências mas importantes nos estudos sobre o tema no século XX. O filme está sendo animado e tem estreia prevista para 2021.[carece de fontes?]
Seu mais recente trabalho em produções brasileiras é o filme "Vou Nadar Até Você" de Klaus Mitteldorf, onde vive Tedesco, um artista plástico que está em plena crise de meia idade. Ao receber a carta de uma possível filha, interpretada por Bruna Marquezine, a vida muda irreversivelmente para os dois. O filme teve estreia prevista para o início de 2020.[carece de fontes?]
Em 2018 participou da ópera "O rapto do Seraglio" de Wolfgang Amadeus Mozart no papel de Bassa Selim.

## Filmografia

### Televisão
| Ano             | Obra                                                 | Personagem               |
| --------------- | ---------------------------------------------------- | ------------------------ |
| 2009 - presente | SOKO Stuttgart                                       | Joachim "Jo" Stoll       |
| 2013            | Kripo Holstein - Mord und Meer                       | Dr. Konstantin Nater     |
| 2013            | SOKO: Der Prozess                                    | Joachim "Jo" Stoll       |
| 2009            | Lasko - Die Faust Gottes                             | Co-Piloto                |
| 2009            | Tatort                                               | Fabian Keller            |
| 2005 - 2008     | Die Gerichtsmedizinerin                              | Dr. Christian Blumenthal |
| 2008            | In aller Freundschaft                                | Andreas Bergmann         |
| 2008            | Alice                                                | DJ Wolf                  |
| 2008            | Alarm für Cobra 11 - Die Autobahnpolizei             | Philip Schenk            |
| 2008            | Im Tal der wilden Rosen                              | Terence Hudson           |
| 2007            | Die Rettungsflieger                                  | Guido                    |
| 2006            | Pé na Jaca                                           | Jean Luc                 |
| 2006            | Die Rosenheim-Cops                                   | Tobias Pölz              |
| 2005            | Der Bulle von Tölz                                   | Martin Engelmann         |
| 2004            | SOKO 5113                                            | Henning Lettmann         |
| 2004            | Einmal Bulle, immer Bulle                            | Lukas Meissner           |
| 2002, 2004      | Edel & Starck                                        | Advogado de Kant         |
| 2000 - 2002     | Klinikum Berlin Mitte - Leben in Bereitschaft        | Dr. Daniel Thies         |
| 2001            | Die Manns - Ein Jahrhundertroman                     | Franz Westermeier        |
| 2000            | OP ruft Dr. Bruckner - Die besten Ärzte Deutschlands | -                        |
| 2000            | Der letzte Zeuge                                     | Harry Till               |
| 1999            | Schloßhotel Orth                                     | Björn                    |
| 1998            | Derrick                                              | Leopold Kordes           |
| 1998            | Zugriff                                              | -                        |
| 1998            | Zwei Brüder                                          | Uli Neumaier             |
| 1997            | Die Unzertrennlichen                                 | -                        |

### Filmes
| Ano  | Título                                          | Personagem      |
| ---- | ----------------------------------------------- | --------------- |
| 1996 | Und keiner weint mir nach                       | Leo Knie        |
| 1996 | Eine Herzensangelegenheit                       | Peter Schmalz   |
| 1996 | Minona                                          | Franz           |
| 1998 | Preis der Unschuld                              | Martin          |
| 2002 | Der weisse Hirsch                               | Moritz          |
| 2003 | Spurlos - Ein Baby verschwindet                 | Vater           |
| 2005 | Cinema, Aspirinas e Urubus                      | Johann          |
| 2006 | Deserto Feliz                                   | Mark            |
| 2007 | Wie angelt man sich seine Chefin?               | Heiko Mager     |
| 2008 | Die Geschichte vom Brandner Kaspar              | Toni Birk       |
| 2008 | Im Tal der wilden Rosen                         | Terence         |
| 2009 | Richterin ohne Robe                             | Richter Ansorge |
| 2014 | Os Homens São de Marte... e É pra lá que Eu Vou | Nick            |
| 2015 | Nimuendaju                                      | Nimuendaju      |
| 2015 | Soledad                                         | Cowboy          |
| 2016 | Para Sempre                                     | Tom             |
| 2020 | Vou nadar até você                              | Tedesco         |